# Rhodamnia tessellata
Rhodamnia tessellata är en myrtenväxtart som beskrevs av Cornelis Gijsbert Gerrit Jan van Steenis och Andrew John Scott. Rhodamnia tessellata ingår i släktet Rhodamnia och familjen myrtenväxter.
Artens utbredningsområde är Sumatera. Inga underarter finns listade i Catalogue of Life.